# 弗朗兹·但齐
费迪南德·但齊（德語：Franz Danzi；1763年6月15日—1826年4月13日），德国作曲家，指挥家，大提琴家。出生在曼海姆附近的一座小城市，并在曼海姆开始音乐生涯，后来先后在慕尼黑，斯图加特，卡尔斯鲁爾的宫廷任职。他的作品数量很多，涉及当时的各种音乐体裁，但今天主要以管乐作品知名，特别是为长笛，低音管而作的协奏曲，以及管乐室内乐作品。

## 外部連結
- 弗朗兹·但齐的免费乐谱，由国际乐谱典藏计划提供